# Szabó B. István
Szabó B. István (Szatmárnémeti, 1942. június 2. – 2022. szeptember 6. előtt) magyar kritikus, irodalomtörténész, szerkesztő. Az ELTE BTK Magyar Irodalomtörténeti Intézet volt docense, az intézmény igazgatója, az alkalmazott irodalomtudomány szakcsoport és program vezetője. A Magyar Mozgókép Közalapítvány játékfilmes szakkollégiumának elnöke.

## Életpályája
Szülei Szabó Zoltán és Szilvássy Sára. 1960–1965 között az ELTE BTK magyar-történelem szakos hallgatója volt. 
1965–1975 között a Magyar Tudományos Akadémia Irodalomtudományi Intézetének tudományos munkatársa – 1971-től másodállásban. 1966–1968 között a Kritika olvasószerkesztője volt. 1968–1971 között az Új Írás rovatvezetője. 1969–1971 között a Mozgó Világ felelős szerkesztője és a Fiatal Írók Munkaközössége vezetője. 1971–1975 között a Magyar Szocialista Munkáspárt Központi Bizottságának munkatársa. 1975–1983 között a Kulturális és Művelődési Minisztérium filmfőigazgatója. 1983-tól másodállásban az ELTE BTK Modern Magyar Irodalomtörténeti Tanszékén adjunktusa. 1983-1989 között a Hungarofilm igazgatójaként tevékenykedett. 1985-1990 között a Magyar Gazdasági Kamara Kulturális Tagozatának elnöke volt. 1990-ben szerkesztette a Köznevelést. 
1990–1992 között az Arany Lapok Kft. ügyvezető igazgatója. 1992-től egyetemi adjunktus. 1996-ban PhD fokozatot szerzett. 1996–2002 között a Magyar Tudományos Akadémia Társadalmi Kapcsolatok és Sajtóiroda igazgatója. 1997-től egyetemi docens. 2002 óta a Magyar Tudományos Akadémia Társadalomkutató Központjának főmunkatársa, irodalmi szerkesztője. 2003-ban habilitált. 2004–2006 között a Magyar Irodalomtörténeti Intézet igazgatója volt.

## Magánélete
1965-ben házasságot kötött Németh Máriával. Két gyermekük született: Réka (1967) és Dénes (1971).

## Művei
- A Magvető nyomában. Móricz Zsigmondról. 1992. nov. 28-án, Móricz Zsigmond halálának 50. évfordulója alkalmából rendezett ülésen elhangzott előadások szövege alapján; szerk. Szabó B. István; ELTE Bölcsészettudományi Kar Magyar Irodalomtörténeti Intézet, Budapest, 1993
- Feltáratlan értékek a magyar irodalomban. Az ELTE Magyar Irodalomtörténeti Intézete és az MTA Irodalomtudományi Intézete 1993. november 25-26-i tudományos konferenciájának előadásai; szerk. Szabó B. István, Császtvay Tünde; ELTE Magyar Irodalomtörténeti Intézet–MTA Irodalomtudományi Intézet, Budapest, 1994 (ELTE Magyar Irodalomtörténeti Intézet füzetei)
- Bárdos László–Szabó B. István–Vasy Géza: Irodalmi fogalmak kisszótára. A–Zs. Tanlexikon; Korona, Budapest, 1996
- Örkény; Balassi, Budapest, 1997 (Kortársaink)
- A Nyugat-jelenség, 1908-1998; szerk. Szabó B. István; Anonymus, Budapest, 1998 (Nyugat könyvtár)
- Bárdos László–Szabó B. István–Vasy Géza: Irodalmi fogalmak kisszótára. Kiegészítésekkel. A–Zs. Tanlexikon; Korona, Budapest, 1999
- Kenyeres Zoltán-emlékkönyv. Értés, megértés; szerk. Szabó B. István; Anonymus, Budapest, 2004
- Költőnk és kora. József Attila emlékév, 2005; szerk. Szabó B. István, Asperján György; ASPY Stúdió, Budapest, 2005
- Magyar tudománytár. 6. Kultúra; szerk. Marosi Ernő, Szabó B. István;  MTA Társadalomkutató Központ, Budapest, 2006
- Bacsó. Filmkönyv; Andor Tamással és Kende Tamással, filmogr. Rév Marcell; Napvilág, Budapest, 2007
- "Látni, teremteni kell". Sipos Lajos 70. születésnapjára; szerk. Fráter Zoltán, Fűzfa Balázs, Szabó B. István; Savaria University Press, Szombathely, 2009

## Díjai
- KISZ-díj (1969)
- József Attila-díj (1972)
- Szocialista Kultúráért (1975)
- Április Negyedike Érdemrend (1985)
- Kiváló Kamarai Munkáért (1990)